# Escadron de transformation Mirage 2000D 4/3 Argonne
L'escadron de transformation Mirage 2000D 4/3 Argonne est une unité de l'armée de l'air française installée sur la base aérienne 133 Nancy-Ochey. Dissoute en 2001 sur la base aérienne 113 Saint-Dizier-Robinson alors qu'elle portait la désignation d'escadron de chasse 2/7 Argonne, cette unité est recréée en 2010 sur la base aérienne 133 Nancy-Ochey.
La mise en sommeil de l'escadron a été annoncée le 11 février 2020 aux aviateurs de la base de Nancy.

## Historique

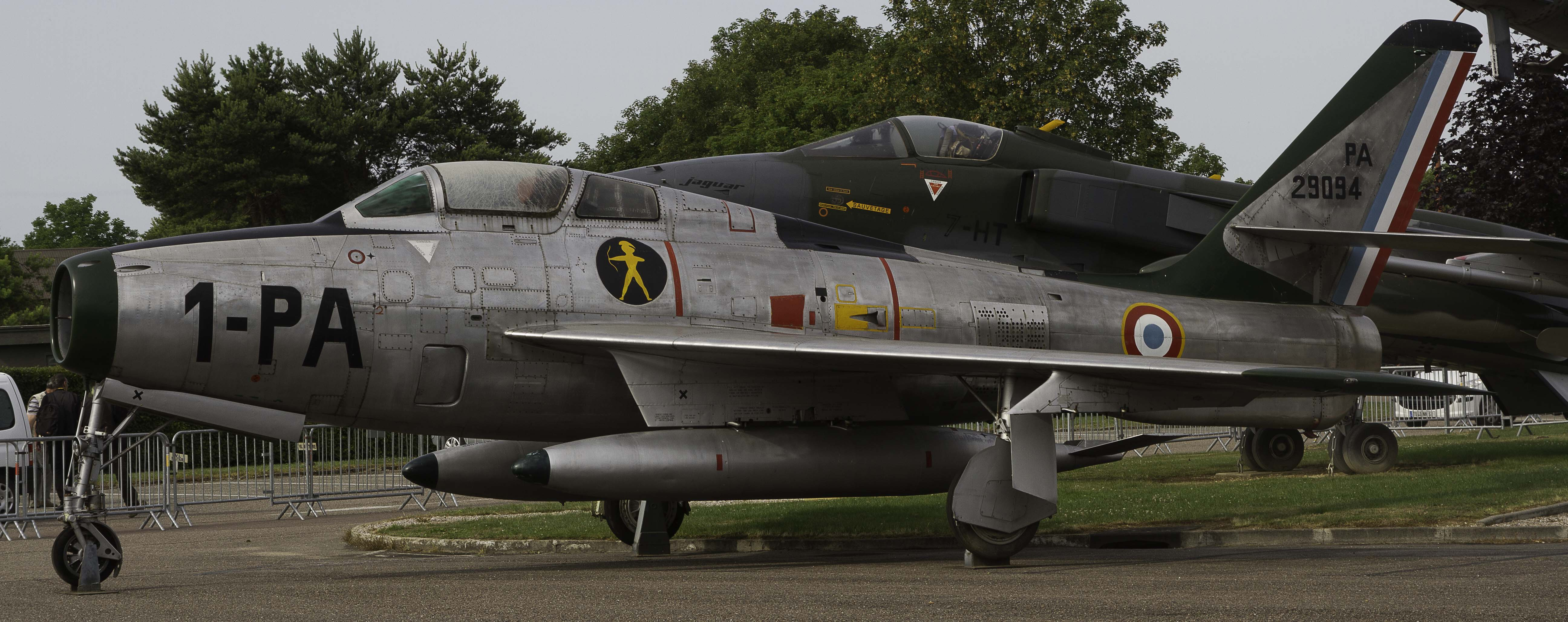
F-84F aux couleurs du 3/1 Argonne conservé sur la base de Saint Dizier

Héritier des traditions de l'EC 3/1 Argonne, actif sur Republic F-84 Thunderjet de 1953 à 1957, L'EC 2/7 Argonne a été officiellement constitué le 1er mai 1974 sur la base aérienne 113 Saint-Dizier-Robinson. Il était destiné à l'entraînement et la conversion opérationnelle des pilotes de SEPECAT Jaguar et, par conséquent, principalement équipés de Jaguar E (biplaces). Il assurait également des missions secondaires d'attaque au sol et de chasse à moyenne et basse altitude. Dans le courant de la décennie 1990, des Alphajet ont été affectés à l'unité, en plus des Jaguar A et E. Les avions affectés à l'EC 2/7 portaient alors des immatriculations en 7-Px.
Au début des années 1990, alors que les autres escadrons de Jaguar français sont mobilisés pour des opérations extérieures dans le Golfe Persique ou en Bosnie, c'est l'EC 2/7 Argonne qui fournit les détachements aériens envoyés en Afrique. Le dernier déploiement se termine en août 1995 et l'escadron est dissout en juin 2001.
L'EC 2/7 Argonne est reformé en juillet 2010 en tant qu'escadron de transformation Mirage 2000D (ETD 2/7) à Nancy Ochey.
Depuis le 5 septembre 2014, l'escadron est rattaché à la 3e escadre de chasse reformée à Nancy ce jour-là. Il a été renommé ETD 4/3 Argonne à compter du 01/09/2016.
L'escadron est mis en sommeil le 27 mai 2021, l'escadron 2/3 Champagne reprenant alors la formation des équipages Mirage 2000D.

## Désignations successives
- Escadron de chasse 3/1 Argonne (au sein de la 1re escadre de chasse) : du 01/02/1953 au 01/11/1957
- Escadron de chasse 2/7 Argonne (au sein de la 7e escadre de chasse du 11/10/1974 au 22/06/1995) : du 11/10/1974 au 08/06/2001
- Escadron de transformation Mirage 2000D 2/7 Argonne : du 01/06/2010 au 31/08/2016 (au sein de la 3e escadre de chasse à partir du 05/09/2014)
- Escadron de transformation Mirage 2000D 4/3 Argonne : du 01/09/2016 au 27/05/2021.

## Escadrilles
- SPA 31 Archer Romain
- SPA 48 Tête de Coq
- SPA 154 Grue (1994-2001)

## Bases
- Base aérienne 113 Saint Dizier-Robinson (1953-1957 puis 1974-2001)
- Base aérienne 133 Nancy-Ochey (2010-2021)

## Appareils
- Republic F-84 Thunderjet (EC 3/1, 1953-1957)
- SEPECAT Jaguar A et E (1974-2001)
- Alpha Jet (1996?-2001)
- Mirage 2000D (2010-2021)